# Меццане-ді-Сотто
Меццане-ді-Сотто (італ. Mezzane di Sotto, вен. Mezane de Soto) — муніципалітет в Італії, у регіоні Венето,  провінція Верона.
Меццане-ді-Сотто розташоване на відстані близько 420 км на північ від Рима, 95 км на захід від Венеції, 12 км на північний схід від Верони.
Населення — 2525 осіб (2014).
Щорічний фестиваль відбувається 15 серпня. Покровитель — Assunzione di Maria.

## Демографія
Населення за роками:

Станом на 1 січня 2023 року в муніципалітеті офіційно проживав 91 іноземець з 19 країн, серед них 42 громадяни країн Євросоюзу та 1 громадянин України.

## Сусідні муніципалітети
- Іллазі
- Лаваньо
- Сан-Мартіно-Буон-Альберго
- Треньяго
- Верона